# Desmarestia
Desmarestia ist die namensgebende Gattung der Familie Desmarestiaceae die zu den Braunalgen gehört. Sie ist weltweit in den Küstengebieten verbreitet und umfasst Arten mit recht unterschiedlichen Wuchsformen, die teils mehrere Meter lang werden können. In der Gattung gibt es einjährige und mehrjährige Arten. Die einjährigen Arten, darunter Desmarestia ligulata und D. viridis speichern große Mengen an Schwefelsäure in ihren Vakuolen, die möglicherweise der Abwehr von Fressfeinden dient. In den mehrjährigen Arten, darunter D. aculeata (Stacheltang) konnte eine derartige Säureakkumulation nicht festgestellt werden. Der Lebenszyklus ist bei allen Arten heteromorph, wobei der Sporophyt den eigentlichen Thallus darstellt, während der Gametophyt mikroskopisch klein ist.
Die Gattung ist nach dem französischen Zoologen Anselme Gaëtan Desmarest (1784–1838) benannt.

## Arten
Derzeit sind 32 Arten der Gattung Desmarestia bekannt.
- Desmarestia aculeata (L.) J.V.Lamouroux – Stacheltang (die Typusart der Gattung)
- Desmarestia anceps (Montagne)
- Desmarestia antarctica (R.L.Moe & P.C.Silva)
- Desmarestia chordalis (J.D.Hooker & Harvey)
- Desmarestia confervoides (Bory de Saint-Vincent) M.E.Ramírez & A.F.Peters
- Desmarestia distans (C.Agardh) J.Agardh
- Desmarestia dudresnayi J.V.Lamouroux ex Léman
- Desmarestia farcta Setchell & Gardner
- Desmarestia filamentosa E.Y.Dawson
- Desmarestia firma (C.Agardh) Skottsberg
- Desmarestia foliacea V.A.Pease
- Desmarestia gayana Montagne
- Desmarestia herbacea (Turner) J.V.Lamouroux
- Desmarestia inanis Postels & Ruprecht
- Desmarestia intermedia Postels & Ruprecht
- Desmarestia kurilensis Yamada
- Desmarestia latifrons (Ruprecht) Kützing
- Desmarestia latissima Setchell & Gardner
- Desmarestia ligulata (Stackhouse) J.V.Lamouroux
- Desmarestia menziesii J.Agardh
- Desmarestia muelleri M.E.Ramírez & A.F.Peters
- Desmarestia munda Setchell & N.L.Gardner
- Desmarestia patagonica Asensi
- Desmarestia peruviana Montagne
- Desmarestia pinnatinervia Montagne
- Desmarestia pteridoides Reinsch
- Desmarestia rossii J.D.Hooker & Harvey
- Desmarestia sivertsenii Baardseth
- Desmarestia tabacoides Okamura
- Desmarestia tortuosa A.R.O. Chapman
- Desmarestia tropica W.R.Taylor
- Desmarestia viridis (O.F.Müller) J.V.Lamouroux